# James Gabarra
James Gabarra, detto Jim (Key West, 22 settembre 1959), è un allenatore di calcio, ex calciatore ed ex giocatore di calcio a 5 statunitense.

## Carriera
Giocatore di movimento, partecipò con la nazionale maschile di calcio a 5 degli Stati Uniti d'America al FIFA Futsal World Championship 1989, dove la nazionale statunitense giunse inaspettatamente terza, conquistando il podio. Al FIFA Futsal World Championship 1992 ad Hong Kong gli statunitensi migliorarono ancora il loro piazzamento, cogliendo il loro miglior risultato di sempre con la conquista della medaglia d'argento dopo la finale persa per 4-1 contro il Brasile. Gabarra venne convocato anche quattro anni dopo per il mondiale di Spagna, dove i vicecampioni in carica si fermarono inaspettatamente al primo turno.